# Elissa Down
Elissa Down, född 2 juli 1975 i Camden i New South Wales, är en australisk filmregissör och manusförfattare. Hon har bland annat regisserat filmerna The Black Balloon, The Honor List och Känn rytmen (engelska: Feel the Beat). Den förstnämnda filmen vann pris för bästa långfilm på Filmfestivalen i Berlin år 2008.

## Filmografi (i urval)
- 2008 – The Black Balloon
- 2018 – The Honor List
- 2020 – Känn rytmen